# Arcos de la Frontera
Arcos de la Frontera település Spanyolországban, Cádiz tartományban. Arcos de la Frontera Algar, Jerez de la Frontera, Espera, Bornos, Villamartín, Prado del Rey, El Bosque, Benaocaz, Ubrique, San José del Valle és Lebrija községekkel határos. Lakosainak száma 31 046 fő (2024).

## Népesség
A település lakosságának változását az alábbi diagram mutatja:
| Lakosok száma | 28 104 | 29 079 | 29 905 | 31 210 | 31 496 | 31 250 | 31 114 | 30 700 | 30 902 | 31 046 |
|               | 2001   | 2004   | 2006   | 2009   | 2011   | 2014   | 2016   | 2019   | 2021   | 2024   |